# Панкратов, Василий Никитович
Васи́лий Ники́тович Панкра́тов (1913—1983) — советский военный деятель, гвардии старший лейтенант, заместитель командира 3-го стрелкового батальона по политической части 17-го гвардейского стрелкового полка, 5-я гвардейская Городокская ордена Ленина, Краснознамённая, ордена Суворова стрелковая дивизия, 11-я гвардейская армия, 3-й Белорусский фронт. Герой Советского Союза.

## Биография
Родился 20 апреля 1913 года в селе Барановка ныне Змеиногорского района Алтайского края в семье крестьянина. Русский.
Работал бригадиром, председателем колхоза. В 1932 году окончил совпартшколу, работал инструктором Змеиногорского райкома комсомола. Член ВКП(б)/КПСС с 1940 года. В действующей армии — с июня 1941 года.

## Подвиг

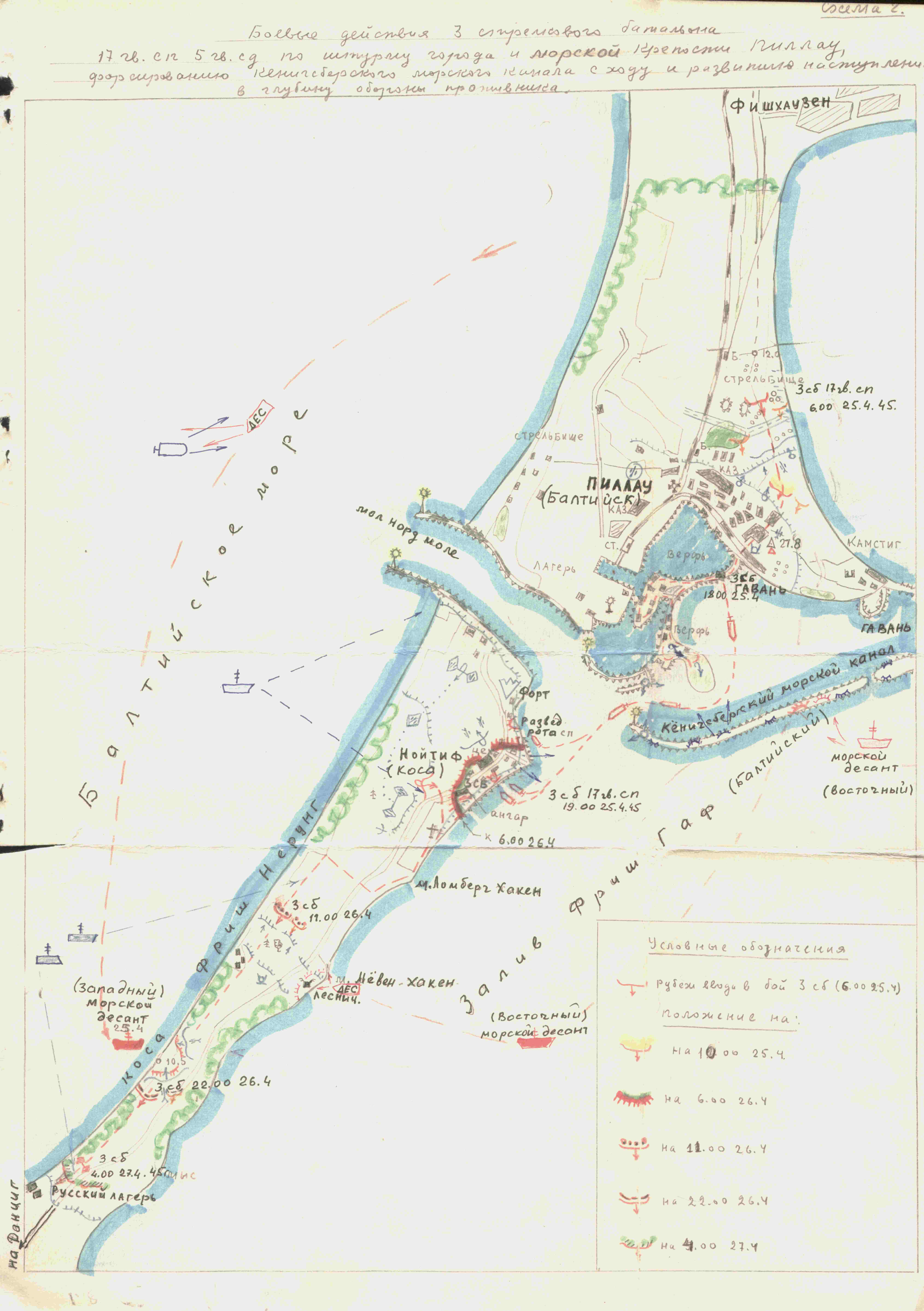
Боевые действия 3-го сб 17 гв. сп 5 гв. сд (комбат А. Дорофеев) в штурме Пиллау (Балтийск), при форсировании пролива Зеетиф, высадке десанта и захвате плацдарма на косе Фрише-Нерунг

Гвардии старший лейтенант Панкратов В. Н., заместитель командира 3-го стрелкового батальона по политической части в составе передового отряда 17-го гвардейского стрелкового полка под командованием командира 3-го стрелкового батальона майора Дорофеева А. В. одним из первых 25 апреля 1945 года форсировал на автомобилях-амфибиях пролив Зеетиф, соединяющий Балтийское море с заливом Фришес-Хафф, и обеспечил высадку десантных подразделений полка подполковника Банкузова А. И. на косу Фрише-Нерунг. Принял участие в отражении 4 контратак противника и обеспечил высадку главных сил 5-й гвардейской стрелковой дивизии генерал-майора Г. Б. Петерса. Батальон, при огневой поддержке, организованной командующим артиллерии 5-й гвардейской стрелковой дивизии С. Г. Демяновским, полностью перерезал косу и соединился с морскими десантниками Балтийского флота. В дальнейшем наступал вдоль побережья Балтийского моря и преследовал противника до местечка «Русский лагерь».

За героический бой на плацдарме к званию Герой Советского Союза были представлены девять военнослужащих 3-го батальона 17-го гвардейского стрелкового полка, в том числе и командир батальона гвардии майор А. В. Дорофеев. Восьмерым солдатам и офицерам батальона это звание было присвоено 29 июня 1945 года.
С 1948 года капитан Панкратов В. Н. — в запасе. Жил и работал в городе Астрахань. Скончался 28 сентября 1983 года. Похоронен в городе Астрахань.

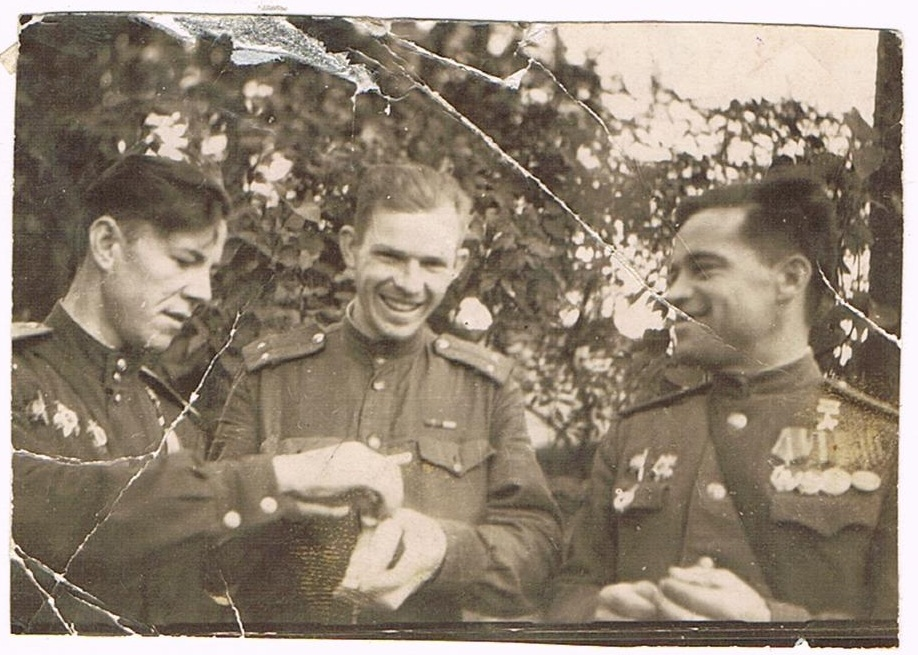
Герой Советского Союза Чугуевский Л. З., комсорг Кобзев и Герой Советского Союза Панкратов В. Н. Тапиау, июль 1945 года

## Награды
- Медаль «Золотая Звезда»[1].
- Орден Ленина[1].
- Орден Красного Знамени[5].
- Орден Отечественной войны 1-й степени[6].
- Орден Красной Звезды[7].
- Медаль «В ознаменование 100-летия со дня рождения Владимира Ильича Ленина».
- Медаль «За взятие Кёнигсберга».
- Медаль «За отвагу»[8].
- Медаль «За победу над Германией в Великой Отечественной войне 1941-1945 гг.».

## Память
- Имя Героя высечено золотыми буквами в зале Славы Центрального музея Великой Отечественной войны в Парке Победы г. Москва.
- На могиле Героя установлен надгробный памятник.